# 吴良辅
吴良辅（不详—1661年），或名吳良嗣，清代顺治朝知名宦官，受到順治帝的寵愛，因而专权把持朝政，後被孝莊太皇太后處死。

## 簡介
順治十一年（1654年）建議仿造明朝內官廿四衙門之例，設立十三衙門。
順治十五年（1659年）三月初七，發生宦官收官員賄賂的案件，吳良輔牽涉其中，按十三衙门铁牌敕谕应“即行凌迟处死”，但順治帝袒護，而未依照他自己所訂禁宦官干政的諭令處罰，“若俱按迹穷究，犯罪株连者甚多。姑从宽，一概免究。”大学士陈之遴、陈维新、吴维华等人，則被流放到奉天盛京（今遼寧省瀋陽市）或宁古塔（今黑龍江省牡丹江市一帶）。大学士陈之遴是因為之前屢犯重典，原就被赦免徒往盛京，此為再犯。但此事並沒公布告發之人，亦無公布審理過程，唯一可知的是內大臣巴圖魯公鰲拜審理最早被點名的廣東雷州道王秉，因雷州道偏僻，想撤回另選故賄賂吳良輔，委其在皇帝前美言，後判斬立決，改著免死，籍沒、鞭一百、發寧古塔與披甲人為奴。
顺治十八年正月二日，顺治帝發願出家，後以吳良輔為替僧，送其至悯忠寺（今北京市廣安門內法源寺）剃度，顺治帝並於過世前五日親自到憫忠寺為吳良輔剃度。此事件與孝莊太后下嫁、胤禛奪嫡並為清初三大疑案。
同年，順治帝駕崩，康熙帝即位。孝莊太皇太后干政，即于康熙元年依「變易祖宗舊制，倡立十三衙門名色」之罪，將之處死，並重申「皇室包衣制」「凡事皆遵太祖太宗时定制行，内官俱永不用」的祖訓。此事件應為滿州舊人反撲，源自包衣制的內務府制度代替了十三衙門，外朝也排擠了不少漢臣，鰲拜等四輔臣專權時代自此開始。

## 影視作品
- 少年天子（電視劇），由李建義出演吳良輔。
- 康熙王朝，由刘魁出演吴良辅